# قرار مجلس الأمن التابع للأمم المتحدة رقم 1633
قرار مجلس الأمن التابع للأمم المتحدة رقم 1633، المتخذ بالإجماع في 21 تشرين الأول / أكتوبر 2005، بعد التذكير بالقرارات السابقة بشأن الحالة في كوت ديفوار (ساحل العاج)، طالب المجلس الموقعين على اتفاقات لينا-ماركوسي وأكرا 3 وبريتوريا للسلام بتنفيذها، وكذلك جميع الأطراف الإيفوارية المعنية.

## القرار

### أعمال
وأثنى المجلس، متصرفا بموجب الفصل السابع من ميثاق الأمم المتحدة، على دور الجماعة الاقتصادية لدول غرب أفريقيا والاتحاد الأفريقي في كوت ديفوار. وأشار إلى أن فترة ولاية الرئيس الحالي لوران غباغبو ستنتهي وأن الانتخابات الرئاسية لا يمكن إجراؤها بسبب الوضع، وبالتالي يمكن أن تستمر فترة ولايته، ولكن لمدة لا تزيد عن اثني عشر شهرًا، ويجب تنفيذ جميع اتفاقيات السلام. ومع ذلك، بعد أكثر من عام، ظل غباغبو في السلطة. تعين تعيين رئيس وزراء جديد - وافقت عليه جميع الأطراف الإيفوارية - بحلول 31 تشرين الأول / أكتوبر 2005. بعد تأخير حتى 7 ديسمبر 2005، تم تعيين تشارلز كونان باني.
وجدد القرار التأكيد على أن جميع الوزراء يجب أن يكونوا قادرين على المشاركة في الحكومة وأن رئيس الوزراء يجب أن يتمتع بجميع الصلاحيات الضرورية الواردة في اتفاقية ليناس-ماركوسي بما في ذلك الدفاع والأمن والمسائل الانتخابية وعمل الحكومة. وحُثت جميع الأطراف الإيفوارية على الامتناع عن إعاقة مهام رئيس الوزراء.
وطالب المجلس جميع الأطراف الإيفوارية بوضع حد للتحريض على العنف من خلال وسائل الإعلام واستخدام القوة، كما طالب القوات الجديدة والميليشيات ببدء برنامج نزع السلاح والتسريح وإعادة الإدماج. وحث البلدان المجاورة على منع تحركات المقاتلين والأسلحة عبر الحدود إلى كوت ديفوار. وعلاوة على ذلك، أُدينت انتهاكات حقوق الإنسان والاعتداءات على أفراد عملية الأمم المتحدة في كوت ديفوار .
وأخيرا، أعلن المجلس أنه سيتخذ إجراءات أخرى ضد أي شخص أو منظمة من شأنها أن تعرقل عملية السلام.

## روابط خارجية
- نص القرار في undocs.org